# Wereldkampioenschappen jiujitsu 2011
De Wereldkampioenschappen jiujitsu 2011 waren door de Ju-Jitsu International Federation (JJIF) georganiseerde kampioenschappen voor jiujitsuka's. De tiende editie van de wereldkampioenschappen vond plaats van 15 tot 16 oktober 2011 in het Colombiaanse Cali.

## Uitslagen

### Fighting system

#### Heren
| Gewichtsklasse | Goud             | Zilver             | Brons           | Brons           |
| -------------- | ---------------- | ------------------ | --------------- | --------------- |
| –56 kg         | Peter Morgner    | Jeison Mora        | Fabien Biteau   | Mehdi Hadiha    |
| –62 kg         | Pavel Korzhavykh | Javier García      | Gerhard Mende   | Mohamed Drari   |
| –69 kg         | Dmitry Beshenets | Alexander Reichert | Andriy Olkha    | Sébastien Marty |
| –77 kg         | Igor Rudnev      | Anton Fedorov      | Johan de Gier   | Sami Loussif    |
| –85 kg         | Masoud Jalilvand | Tomasz Krajewski   | Rafał Riss      | Dmitry Nebolsin |
| –94 kg         | Tomasz Szewczak  | Gertjan Hofland    | Thaer Odeh      | Vincent Parisi  |
| +94 kg         | Frédéric Husson  | Mojtaba Akbari     | Ricardo Aguirre | Simon Roiger    |

#### Dames
| Gewichtsklasse | Goud              | Zilver             | Brons              | Brons            |
| -------------- | ----------------- | ------------------ | ------------------ | ---------------- |
| –49 kg         | Agnieszka Bergier | Cătălina Mihalache | Maria Salmanov     | Manon Bouquillon |
| –55 kg         | Mandy Sonnemann   | Martyna Bierońska  | Olga Shitova       | Anna Knutsen     |
| –62 kg         | Carina Neupert    | Séverine Nébié     | Heleen Baars       | Sara Widgren     |
| –70 kg         | Emilia Maćkowiak  | Myriam Rahali      | Aleksandra Ivanova | Lindsay Wyatt    |
| +70 kg         | Cathérine Jacques | Albertine Los      | Sabina Predovnik   | Alla Paderina    |

### Duo system
| Categorie | Goud                              | Zilver                              | Brons                                  | Brons                           |
| --------- | --------------------------------- | ----------------------------------- | -------------------------------------- | ------------------------------- |
| Heren     | Ruben Assmann Johan de Gier       | Dries Beyer Raphael Rochner         | Michele Vallieri Vito Zaccaria         | Johann Mauny Kamel Zeghmar      |
| Dames     | Genoveva Galan Cătălina Mihalache | Mirnesa Bećirović Mirneta Bećirović | Anastasiya Michaylova Nataliya Krylova | Isabelle Bacon Patricia Floquet |
| Gemengd   | Marcus Haider Vera Bichler        | Tom Ismer Dominika Zagorski         | Michele Vallieri Sara Paganini         | Nicolas Perea Aurore Perea      |

### Ne Waza

#### Heren
| Gewichtsklasse | Goud            | Zilver           | Brons          | Brons               |
| -------------- | --------------- | ---------------- | -------------- | ------------------- |
| –70 kg         | Sébastien Marty | Wilson Alzate    | Mohsen Ghaffar | Enrique Rivera      |
| –85 kg         | Dmitry Nebolsin | Wolfgang Heindel | Franck Vatan   | Fabricio Nascimento |
| +85 kg         | Frédéric Husson | Vincent Parisi   | Alvaro Riascos | Marcelo Coppa       |

#### Dames
| Gewichtsklasse | Goud              | Zilver            | Brons             | Brons           |
| -------------- | ----------------- | ----------------- | ----------------- | --------------- |
| –58 kg         | Martyna Bierońska | Isabelle Bacon    | Anastasia Tonelli | Danae Morin     |
| –70 kg         | Séverine Nébié    | Madeline Choconta | Emilia Maćkowiak  | María Rodríguez |

1994 ·
1996 ·
1998 ·
2000 ·
2002 ·
2004 ·
2006 ·
2008 ·
2010 ·
2011 ·
2012 ·
2014 ·
2015 ·
2016 ·
2017 ·
2018 ·
2019 ·
2021 ·
2022